# John S. Tanner
John S. Tanner (Halls, 22 settembre 1944) è un politico statunitense, membro della Camera dei Rappresentanti per lo stato del Tennessee dal 1989 al 2011.

## Biografia
Nato e cresciuto nel Tennessee, Tanner entrò in politica con il Partito Democratico e servì per dodici anni all'interno della legislatura statale.
Nel 1988 venne eletto alla Camera dei Rappresentanti e fu riconfermato per altri dieci mandati, finché nel 2010 annunciò il proprio ritiro dopo ventidue anni di servizio da deputato.
Durante la permanenza al Congresso, Tanner era noto per la sua ideologia molto moderata; nel 1995 fu uno dei membri fondatori della Blue Dog Coalition.
Dopo il ritiro dalla vita politica, Tanner è divenuto un lobbista.